# کالوم اسمیت
کالوم اسمیت (انگلیسی: Callum Smith؛ زادهٔ ۲۳ آوریل ۱۹۹۰) بوکسور اهل انگلستان است.